# زندگی یک توهم است
زندگی یک توهم است (به تامیلی: Vazhvey Maayam) فیلمی محصول سال ۱۹۸۲ و به کارگردانی آر. کریشنامورتی است. در این فیلم بازیگرانی همچون کمال حسن، سری دوی، سریپریا، آمبیکا ایفای نقش کرده‌اند.